# Comuna Velîkîi Lazuciîn, Teofipol
Velîkîi Lazuciîn (în ucraineană Великий Лазучин) este o comună în raionul Teofipol, regiunea Hmelnîțkîi, Ucraina, formată din satele Malîi Lazuciîn și Velîkîi Lazuciîn (reședința).

## Demografie
Componența lingvistică a comunei Velîkîi Lazuciîn
     Ucraineană (99,83%)
Conform recensământului din 2001, majoritatea populației comunei Velîkîi Lazuciîn era vorbitoare de ucraineană (99,83%), existând în minoritate și vorbitori de alte limbi.